# Gonzo
A Gonzo Inc. (株式会社ゴンゾ; Kabusikigaisa Gonzo; Hepburn: Kabushikigaisha Gonzo), stilizált alakban GONZO, egy japán animestúdió, amely a GDH csoport tulajdonában áll. 1992 szeptemberében alapították, székhelye Nerimában, Tokióban található.

## Története
A GONZO Inc.-t a Gainaxból kilépő tagok, Murahama Sódzsi producer, Maeda Mahiro és Higucsi Sindzsi rendezők alapították 1992 szeptemberében. 1996-ban májusában megalakult a Digimation K.K. társvállalat. 1999 májusában a nevét GONZO K.K.-ra változtatták, majd 2002-ben a Digimation K.K.-val egyesülve megalakult a GONZO DIGIMATION K.K.. 2000-ben megalakult a GDH és a Creators.com K.K., 2003-ban a Future Vision Music K.K.. 2004 júliusában a Gonzo Digimation K.K. GONZO K.K.-ra, a Creators.com K.K. G-creators K.K.-ra, a GONZO DIGIMATION HOLDING GDH K.K.-ra változtatta a nevét. 2005 júliusában megalakult a GONZINO K.K., szeptemberben a Warp Gate Online K.K. pedig a csoport leányvállalata lett. Decemberben megalapították a GDH CAPITAL K.K.-t, a Warp Gate Online K.K. GONZO Rosso Online K.K.-ra változtatta a nevét. 2006 februárjában megalakult a GK Entertainment.
2006 júniusában a Gonzo hosszútávú szerződést kötött az Animax csatornával, s ettől kezdve a Gonzo minden animesorozatát vetítette a különböző hálózatain Japánban, Ázsiában, Latin-Amerikában és 2007 novemberétől Dél-Afrikában. 2008-tól a magyarországi Animax is több sorozatát levetítette, köztük a Hellsing, a Full Metal Panic!, a Csajkommandó, a Kaleido Star, a Chrono Crusade, a Monte Cristo grófja, a Trinity Blood – Vér és Kereszt, az Afro szamuráj és a Rómeó és Júlia sorozatokat. Előbbiek közül több sorozat előzőleg már az RTL Klubon és az A+-on is futott. 2008-tól több futó animesorozatát videomegosztó oldalakon is közzétette, mint a YouTube, a Crunchyroll és a BOST. A stúdió 2008-2009 táján pénzügyi gondokkal küszködött, adóssága elérte a 30 millió dollárt. Az adósság leküzdésére a cégcsoportban átszervezések történtek.

## Tulajdonosok
A GDH csoport a következő vállalatokból áll:
- GDH K.K.
- GONZO K.K.
- G-creators K.K.
- Future Vision Music K.K.
- GDH CAPITAL K.K.
- GONZO Rosso Online K.K.
- GK Entertainment

## Munkái

### Televíziós animesorozatok
- Gate Keepers (2000)
- Vandread (2000)
- Samurai Girl: Real Bout High School (2001)
- Final Fantasy: Unlimited (2001)
- Hellsing (2001)
- Vandread the Second Stage (2001)
- Full Metal Panic! (2002)
- Pandalian (2002)
- Gate Keepers 21 (2002)
- Saikano (2002)
- Csajkommandó (2002)
- Gravion (2002)
- Digigirl Pop! Strawberry & Pop Mix Flavor (2003)
- Kaleido Star (2003)
- Last Exile (2003)
- Gad Guard (2003)
- Peace Maker Kurogane (2003)
- Chrono Crusade (2003)
- Gravion Zwei (2004)
- Gantz (2004)
- Bakurecu tensi (2004)
- A 7 szamuráj (2004)
- Szunabózu (2004)
- Monte Cristo grófja (2004)
- Basilisk (2005)
- Speed Grapher (2005)
- Trinity Blood – Vér és Kereszt (2005)
- Transformers: Cybertron (a Sunwoo Entertainmenttel koprodukcióban) (2005)
- G.I. Joe: Sigma 6 (2005)
- SoltyRei (az AIC-vel koprodukcióban) (2005)
- Black Cat (2005)
- Glass no kantai (2006)
- Boszorkánykard (2006)
- N.H.K. ni jókoszo! (2006)
- Red Garden (2006)
- Pumpkin Scissors (2006)
- Afro szamuráj (2007)
- Gecumen to Heiki Mina (2007)
- Tensi szairin (2007)
- Rómeó és Júlia (2007)
- Bokurano (2007)
- Kaze no stigma (2007)
- Szeto no hanajome (az AIC-vel koprodukcióban) (2007)
- Dragonaut: The Resonance (2007)
- Rosario + Vampire[8] (2008)
- The Tower of Druaga: The Aegis of Uruk (2008)
- S · A: Special A (2008)
- Blassreiter (2008)
- Strike Witches (2008)
- Rosario + Vampire Capu2,[8] (2008)
- Kurogane no linebarrels (2008)
- The Tower of Druaga: The Sword of Uruk (2009)
- Saki (2009)
- Shangri-La (2009)
- Nyanpire (2011)
- Last Exile: Ginjoku no fam (2011)
- Ozuma (a LandQ Studios-szal koprodukcióban) (2012)
- Zettai bóei Leviathan (2013)
- Inu to haszami va cukaijó (2013)
- Kimi no iru macsi (2013)

### Élőszereplős sorozatok
- Densa otoko (főcím animáció) (2005)

### Online anime
- Anata ga koko ni Itehosii (2001)

### OVA-k
- Ao no roku-gó (1998-2000)
- Melty Lancer: The Animation (1999-2000)
- Anata ga koko ni Itehosii (2001)
- Szentó jószei Jukikaze (2002-2005)
- Kaleido Star: A szomorú hercegnő (2004)
- Bakurecu tensi: Infinity (2007)
- Strike Witches (2007)
- Red Garden: Dead Girls (2007)

### Filmek
- Giniro no kami no Agito (2006)
- Brave Story (2006)
- Kappa no Coo to nacujaszumi (2007)
- Afro szamuráj: Feltámadás (2009)

### Kisfilmek
- The Midnight Animals (2013)

### Videojátékok
- Lunar: Silver Star Story Complete (Sega Saturn) – átvezető animejelenetek (1996)
- Silhouette Mirage – animejelenetek (1997)
- Lunar 2: Eternal Blue Complete (Sega Saturn) – átvezető animejelenetek (1998)
- Radiant Silvergun – átvezető animejelenetek (1998)
- Genszó Szuikogaiden Volume 1: Swordsman of Harmonia – nyitó videó és szereplőtervek (1999)
- Genszó Szuikogaiden Volume 2: Duel at Crystal Valley – nyitó videó és szereplőtervek (2001)
- SkyGunner – átvezető animejelenetek (2001)
- Genszó Szuikoden III – nyitó videó[9] (2002)
- Dzsikkjó Powerful Pro jakjú 14 és Wii – nyitó- és záró videó
- BlazBlue: Calamity Trigger – átvezető animejelenetek az otthoni verzióban (2009)
- Super Street Fighter IV – befejező animejelenetek (2010)
- Blazblue: Continuum Shift – átvezető animejelenetek az otthoni verzióban (2010)

### Zenés videók
- Breaking the Habit, Linkin Park (2003)
- Freedom, Blood Stain Child (2007)
- Forsaken, Dream Theater (2008)

### Mangák
- Vandread (2001)
- Vandread (Vandread Special Stage) (2002)
- Csajkommandó (Kiddy Grade Versus) (2003)
- Csajkommandó (Kiddy Grade Reverse) (2003)
- Bakurecu tensi (Angel's Adolescence) (2004)
- Gankucuó (2005)
- Speed Grapher (2005)
- Rómeó és Júlia (2007)
- Red Garden (2007)
- Gecumen to Heiki Mina (2007)
- Blassreiter - Genetic (2008)

## Nemzetközi forgalmazás
A Gonzo animesorozatai közül számos címet lincencelt Észak-Amerikában a Geneon, az ADV Films és a Funimation Entertainment. Az Egyesült Királyságban a ADV Films helyi ága forgalmazza a Gonzo műveit, a Gantz kivételével, amelyet az MVM Films forgalmazott. Az MVM Films további Gonzo-sorozatokat vett át az egyesült államokbeli Funimation-től, az Afro szamuráj kivételével, amelyet az eredeti GHD forgalmazó és később a Manga Entertainment UK terjesztett az Egyesült Királyságban. A Manga Entertainment UK több címet is forgalamzott, mint a Strike Witches és a Giniro no kami no Agito. A N.H.K. ni jókoszo!-t először az ADV Films UK licencelte, de nem jelentette meg, majd később az MVM Films újralicencelte.